# Phú Chánh
Phú Chánh là một phường thuộc thành phố Tân Uyên, tỉnh Bình Dương, Việt Nam.

## Địa lý
Phường Phú Chánh nằm ở phía tây thành phố Tân Uyên, có vị trí địa lý:
- Phía đông và phía bắc giáp phường Vĩnh Tân
- Phía đông nam giáp phường Tân Hiệp
- Phía tây và phía nam giáp thành phố Thủ Dầu Một.

Phường Phú Chánh có diện tích 7,99 km², dân số năm 2021 là 42.430 người, mật độ dân số đạt 5.311 người/km².

## Hành chính
Phường Phú Chánh được chia thành 4 khu phố: Chánh Long, Phú Bưng, Phú Thọ, Phú Trung.

## Lịch sử
Sau năm 1975, địa bàn phường Phú Chánh hiện nay là một phần xã Tân Phú Hiệp thuộc huyện Châu Thành cũ.
Ngày 11 tháng 3 năm 1977, huyện Châu Thành giải thể, xã Tân Phú Hiệp chuyển sang trực thuộc huyện Tân Uyên.
Ngày 29 tháng 8 năm 1994, xã Tân Phú Hiệp được chia thành hai xã Phú Chánh và Vĩnh Tân.
Ngày 17 tháng 11 năm 2004, Chính phủ ban hành Nghị định 190/2004/NĐ-CP. Theo đó, điều chỉnh 545 ha và 2.287 người của xã Phú Chánh về xã Tân Hiệp mới thành lập.
Sau khi điều chỉnh địa giới hành chính, xã Phú Chánh còn lại 1.718 ha diện tích tự nhiên, dân số là 6.407 người.
Ngày 11 tháng 8 năm 2009, Chính phủ ban hành Nghị quyết số 36/NQ-CP. Theo đó, điều chỉnh 989 ha diện tích tự nhiên và 3.469 người của xã Phú Chánh về thành phố Thủ Dầu Một quản lý (nay là một phần các phường Hòa Phú và Phú Tân thuộc thành phố Thủ Dầu Một).
Sau khi điều chỉnh địa giới hành chính, xã Phú Chánh còn lại 729 ha diện tích tự nhiên, dân số là 3.525 người.
Ngày 29 tháng 12 năm 2013, xã Phú Chánh trực thuộc thị xã Tân Uyên mới thành lập.
Ngày 10 tháng 1 năm 2020, Ủy ban Thường vụ Quốc hội ban hành Nghị quyết số 857/NQ-UBTVQH14 (nghị quyết có hiệu lực từ ngày 1 tháng 2 năm 2020). Theo đó, thành lập phường Phú Chánh trên cơ sở toàn bộ 7,98 km² diện tích tự nhiên và 13.692 người của xã Phú Chánh.